# Canton de Saint-Valery-sur-Somme
Le canton de Saint-Valery-sur-Somme est un ancien canton français situé dans le département de la Somme et la région Picardie.

## Géographie
Ce canton était organisé autour de Saint-Valery-sur-Somme dans l'arrondissement d'Abbeville. Son altitude variait de 0 m (Boismont) à 90 m (Franleu) pour une altitude moyenne de 24 m.

## Représentation

### Conseillers généraux de 1833 à 2015
| Période         | Période      | Identité                    | Étiquette            | Qualité |
| --------------- | ------------ | --------------------------- | -------------------- | --- |
| 1833            | 1870 (décès) | Louis Charles Mary          |                      | Professeur à Paris, Inspecteur général des Ponts et Chaussées en retraite, Président du Conseil Général (1846) |
| 1870            | 1871         | Alfred du Liège d'Aunis     | Monarchiste          | Inspecteur divisionnaire des Ponts et Chaussées Propriétaire, conseiller municipal d'Arrest                    |
| 1871            | 1880         | Jules Brulé                 | Républicain          | Avocat, notaire Maire de Saint-Valery-sur-Somme (1846, 1861-1864, 1881-1882)                                   |
| 1880            | 1892         | Louis Briet de Rainvilliers | Droite               | Ancien militaire. Propriétaire, Maire de Boismont Député (1877-1878, 1885-1889)                                |
| 1892            | 1909 (décès) | Ernest Gellé                | Progressiste puis FR | Notaire Député (1895-1909) Adjoint au Maire de Saint-Valery-sur-Somme                                          |
| 1909            | 1919         | Louis Delattre              | PRRRS                | Propriétaire Maire de Saint-Valery-sur-Somme (1906-1919)                                                       |
| 1919            | 1924 (décès) | Albert Pruvost              | PRRRS                | Instituteur à Lanchères Maire de Saint-Valery-sur-Somme (1919-1924)                                            |
| 1925            | 1940 (décès) | Anatole Mopin               | PRRRS                | Ancien sous-directeur au ministère des Travaux publics, maire de Cayeux-sur-Mer (1908-1940)                    |
|                 |              |                             |                      | |
| 1945            | 1964         | René Delepierre             | DVD                  | Directeur de coopérative agricole, maire de Saint-Valery-sur-Somme (1945-1959)                                 |
| 1964            | 1965 (décès) | Robert Becquet              | SFIO                 | Agriculteur, maire d'Arrest (1965)                                                                             |
| 27 février 1966 | 1970         | Blanche Auriol              | PCF                  | Secrétaire, adjointe au maire de Saint-Valery-sur-Somme                                                        |
| 1970            | 1988         | Gilbert Gauthé              | PS                   | Directeur d'école, maire de Saint-Valery-sur-Somme (1965-1989), député suppléant de Jacques Becq (1981-1986)   |
| 1988            | 2001         | Pierre Dingremont           | App. PSD             | Médecin, maire de Saint-Valery-sur-Somme (1989-2001)                                                           |
| 2001            | 2015         | Nicolas Lottin              | CPNT puis DLR        | Agent technique, conseiller municipal de Saint-Valery-sur-Somme                                                |

Le canton participait à l'élection du député de la troisième circonscription de la Somme.

### Conseillers d'arrondissement (de 1833 à 1940)
| Période                                  | Période          | Identité               | Étiquette     | Qualité |
| ---------------------------------------- | ---------------- | ---------------------- | ------------- | --- |
| 1833                                     | 1849 (décès)     | François Prosper Ravin |               | Docteur en médecine Adjoint au maire de Saint-Valery-sur-Somme, maire par intérim (1839-1840)                                          |
| 1849                                     | 1855             | Louis du Liège d'Aunis | Monarchiste   | Propriétaire Maire d'Arrest (1823-1851)                                                                                                |
| 1855                                     | 1870             | Jules Brulé            | Républicain   | Notaire, conseiller général (1871-1880) Maire de Saint-Valery-sur-Somme (1845-1849 / 1860-1865 / 1882-1883)                            |
| 1871                                     | 1877             | Auguste Hocquet        | Républicain   | Médecin |
| 1877                                     | 1883             | Hilaire Boucher        | Bonapartiste  | Militaire Maire de Mons-Boubert |
| 1883                                     | 1890 (décès)     | Arsène Barbier         | Libéral       | Notaire Maire de Saint-Valery-sur-Somme (1888-1889 / 1889-1890)                                                                        |
| 1890                                     | 1892 (démission) | Ernest Gellé           | Progressistes | Notaire, maire-adjoint de Saint-Valery-sur-Somme (1886-1888) Député (1895-1909) et conseiller général (1892-1909)                      |
| 1892                                     | 1893 (démission) | Gustave Black          | Rallié        | Fabricant de chicorée à Sainte-Olle, hameau de Raillencourt (Nord) propriétaire à Cayeux-sur-Mer, agriculteur à Boulon (Pas-de-Calais) |
| 1893                                     | 1901             | Nicolas Forget         | Conservateur  | Propriétaire Ancien adjoint au maire de Cayeux-sur-Mer                                                                                 |
| 1901                                     | 1907             | Charles Belin          | Boulangiste   | Ancien capitaine Maire de Cayeux-sur-Mer                                                                                               |
| 1907                                     | 1909 (démission) | Louis Delattre         | PRRRS         | Propriétaire Maire de Saint-Valery-sur-Somme (1906-1919) et conseiller général (1909-1919)                                             |
| 1909                                     | 1919             | Albert Pruvost         | PRRRS         | Instituteur Maire et conseiller général de Saint-Valery-sur-Somme (1919-1924)                                                          |
| 1919                                     | 1925             | Isidore Loubert        | Conservateur  | Gradué en droit et agréé à Saint-Valery-sur-Somme                                                                                      |
| 1925                                     | 1933 (décès)     | Henri Perruchot        | PRRRS         | Aubergiste Maire de Brutelles (1911-1933)                                                                                              |
| 1933                                     | 1940             | Blimont Boutté         | PRRRS         | Instituteur en retraite Maire de Saint-Blimont (1934-1944)                                                                             |
| 1940                                     |                  |                        |               | Les conseils d'arrondissement ont été suspendus par la loi du 12 octobre 1940 et n'ont jamais été réactivés                            |
| Les données manquantes sont à compléter. |                  |                        |               | |

## Composition
Le canton de Saint-Valery-sur-Somme regroupait douze communes et comptait 11 583 habitants (population municipale 2012).
| Communes               | Population (2012) | Code postal | Code Insee |
| ---------------------- | ----------------- | ----------- | ---------- |
| Arrest                 | 868               | 80820       | 80029      |
| Boismont               | 479               | 80230       | 80110      |
| Brutelles              | 200               | 80230       | 80146      |
| Cayeux-sur-Mer         | 2 569             | 80410       | 80182      |
| Estrébœuf              | 243               | 80230       | 80287      |
| Franleu                | 530               | 80210       | 80345      |
| Lanchères              | 909               | 80230       | 80464      |
| Mons-Boubert           | 539               | 80210       | 80556      |
| Pendé                  | 1 101             | 80230       | 80618      |
| Saigneville            | 409               | 80230       | 80691      |
| Saint-Blimont          | 899               | 80960       | 80700      |
| Saint-Valery-sur-Somme | 2 666             | 80230       | 80721      |

## Démographie
| 1962   | 1968   | 1975   | 1982   | 1990   | 1999   | 2006   | 2011   | 2012   |
| ------ | ------ | ------ | ------ | ------ | ------ | ------ | ------ | ------ |
| 12 130 | 12 070 | 11 961 | 11 664 | 11 762 | 11 345 | 11 744 | 11 718 | 11 583 |